# Robert Boyle

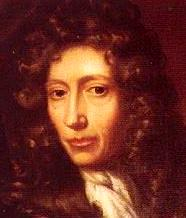
Robert Boyle

Robert Boyle, FRS, (25 tháng 1 năm 1627 – 30 tháng 12 năm 1691) là một nhà nghiên cứu thiên nhiên người Ireland. Ông được coi là người đồng sáng lập ra vật lý và hóa học hiện đại, cũng như các ngành khoa học tự nhiên khác qua nhiều thí nghiệm. Ông đã phát hiện ra mối liên hệ giữa áp suất và thể tích của chất khí qua định luật có tên ông.

## Tiểu sử
Robert Boyle là con trai thứ 7 (14) trong gia đình Richard Boyle tại County Waterford, Ireland. 8 tuổi ông đi học tại trường Eton, 12 tuổi sang học tại Genève, Pháp, sau đấy là Firenze, Ý. Với các bộ môn yêu thích của ông là khoa học tự nhiên, toán học, y học, ngôn ngữ cổ và thần học; ông đã nghiên cứu các công trình của Galileo Galilei trong thời gian lưu lại Ý. Sau khi bố ông mất năm 1644, ông sống tại Stalbridge, 1655 chuyển đến Oxford. Ông không lập gia đình, sống từ 1668 tại nhà chị gái.
Ông mất ngày 30 tháng 12 năm 1691 tại Luân Đôn, đúng 1 tuần sau chị gái ông; Isaac Newton cũng có mặt tại lễ an táng. Mộ ông được đặt trong khuôn viên một nhà thờ, nhưng sau đó bị tàn phá, đến giờ không còn lại dấu vết gì.

## Các đóng góp chính

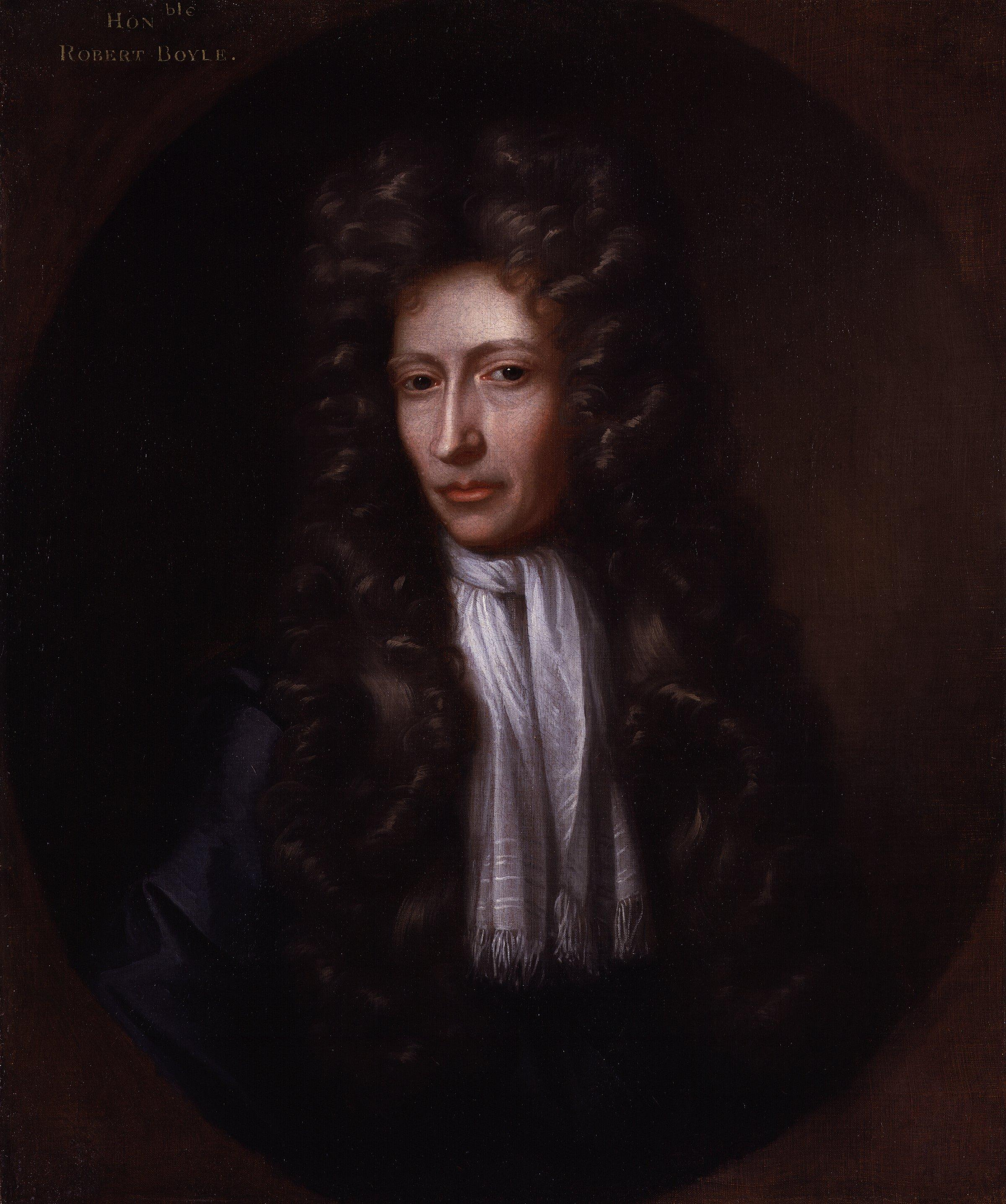
ㅤㅤㅤㅤㅤㅤㅤㅤㅤ

Ngoài định luật Boyle-Mariotte, ông còn có nhiều đóng góp khác cho vật lý và hóa học. Bằng các thí nghiệm ông đã chứng minh âm thanh không lan truyền được trong chân không, và vận tốc rơi của mọi vật trong chân không là như nhau (định luật rơi tự do của Galileo).
Quan điểm của ông trong hóa học được chấp nhận cho đến giờ: các nguyên tố là những phần không thể chia cắt được của vật chất. Ông đã nhận ra được sự khác biệt giữa hỗn hợp và hợp chất, tiến hành nhiều thí nghiệm phân tích thành phần các chất, vì thế ông được coi là cha đẻ của chuyên ngành hóa phân tích.
Trong thí nghiệm con chuột và đèn cầy năm 1660, cả hai trong cùng một lồng kín, khi đèn tắt cũng là khi chuột chết, lý do là thiếu khí oxy, nguyên tố mà hơn 100 năm sau mới được phát hiện.

## Tác phẩm của Boyle
- The Sceptical Chymist Lưu trữ ngày 10 tháng 5 năm 2008 tại Wayback Machine University of Pennsylvania Library
- Essay on the Virtue of Gems Lưu trữ ngày 19 tháng 8 năm 2007 tại Wayback Machine Gem and Diamond Foundation
- Experiments Touching Colours Lưu trữ ngày 20 tháng 8 năm 2007 tại Wayback Machine Gem and Diamond Foundation
- Boyle Papers University of London